# Langøyna (Bergen)
Pour les articles homonymes, voir Langøyna et Langøyna (Raunøyna).
Langøyna est une île norvégienne du comté de Hordaland appartenant administrativement à Bergen.

## Description
Rocheuse et couverte d'arbres, elle s'étend sur environ 335 m de longueur pour une largeur approximative de 260 m. 